# Peter Puluj
Peter Puluj (17. září 1930 Praha – 24. listopadu 2017) byl rakouský kameraman a fotograf.

## Život
Peter Puluj byl vnuk fyzika ukrajinského původu Ivana Puluje a syn inženýra Alexandra Hanse Puluje. V době narození Petra Puluje žila rodina v Praze, záhy se však přestěhovala do Rakouska, Alexander založil filmovou produkční firmu Forschberg Filmstudios a provozoval i kino. Peter začal věnovat fotografii a filmu, v padesátých letech byl kameraman a asistent kamery u filmů Tischlein, deck dich, Die Heinzelmännchen, Der Wolf und die sieben Geißlein, Die Bremer Stadtmusikanten. Otcovo studio převzal v roce 1967 a přejmenoval ho na Puluj Filmproduktion. V 60. letech spolupracoval s českým režisérem Janem Švankmajerem, jako kameraman je podepsán pod jeho filmy Spiel mit Steinen (1965) a Picknick mit Weismann (1967).
Vedle práce ve studiu vyučoval také na Umělecké univerzitě v Linci a natáčel pro ORF.
Na sklonku života odkázal v rodině opatrovanou pozůstalost děda Ivana Puluje fyzikálnímu institutu Národní akademie věd Ukrajiny.